# Lviv, Krîvîi Rih
Lviv (în ucraineană Львів) este un sat în comuna Vesele din raionul Krîvîi Rih, regiunea Dnipropetrovsk, Ucraina.

## Demografie
Componența lingvistică a localității Lviv
     Ucraineană (82,3%)
     Rusă (15,93%)
     Belarusă (1,77%)
Conform recensământului din 2001, majoritatea populației localității Lviv era vorbitoare de ucraineană (82,3%), existând în minoritate și vorbitori de rusă (15,93%) și belarusă (1,77%).